# Aire urbaine de Thann-Cernay
L'aire urbaine de Thann-Cernay est une aire urbaine française centrée sur les communes de Thann et de Cernay.

## Composition selon la délimitation de 2010
| Nom                    | Code Insee | Statut | Superficie (km2) | Population (dernière pop. légale) | Densité (hab./km2) |
| ---------------------- | ---------- | ------ | ---------------- | --------------------------------- | ------------------ |
| Bitschwiller-lès-Thann | 68040      |        | 12,64            | 1 995 (2022)                      | 158                |
| Cernay                 | 68063      |        | 18,04            | 11 737 (2022)                     | 651                |
| Leimbach               | 68180      |        | 3,57             | 928 (2022)                        | 260                |
| Steinbach              | 68322      |        | 6,09             | 1 357 (2022)                      | 223                |
| Thann                  | 68334      |        | 12,51            | 7 769 (2022)                      | 621                |
| Uffholtz               | 68342      |        | 11,91            | 1 631 (2022)                      | 137                |
| Vieux-Thann            | 68348      |        | 5,11             | 2 874 (2022)                      | 562                |
| Wattwiller             | 68359      |        | 13,61            | 1 648 (2022)                      | 121                |
| Willer-sur-Thur        | 68372      |        | 18               | 1 758 (2022)                      | 98                 |

### Évolution de la composition
- 1999 : 10 communes (dont 8 forment le pôle urbain)
- 2010 : 9 communes (toutes appartenant au pôle urbain)
  - Roderen devient une commune multipolarisée (-1)

## Caractéristiques
D'après la définition qu'en donne l'INSEE, l'aire urbaine de Thann-Cernay est composée de 10 communes, situées dans le Haut-Rhin. Ses 32 573 habitants font d'elle la 195e aire urbaine de France.
8 communes de l'aire urbaine sont des pôles urbains.
En 2015, l'aire urbaine de Thann-Cernay comptait désormais 31817 habitants.
Le tableau suivant détaille la répartition de l'aire urbaine sur le département (les pourcentages s'entendent en proportion du département) :
| Département | Communes | Communes (%) | Superficie (km²) | Superficie (%) | Population (2011) | Population (%) |
| ----------- | -------- | ------------ | ---------------- | -------------- | ----------------- | -------------- |
| Haut-Rhin   | 10       | 2,7          | 108,64           | 3,1            | 32 573            | 4,4            |

L'aire urbaine de Thann-Cernay est rattachée à l'espace urbain Est.